# Kriegsgräberstätte Petschenga
Koordinaten: 69° 33′ 22,8″ N, 31° 13′ 48,3″ O
Die Deutsche Kriegsgräberstätte Petschenga, früher Kriegerfriedhof Parkkina-Petschenga, in Petschenga (skoltsamisch Peäccam, nordsamisch Beahcán, finnisch Petsamo), bis 1944 in der Provinz Lappland, Finnland war während des Zweiten Weltkrieges ein nationalsozialistisch-deutscher Soldatenfriedhof, wo die gefallenen Soldaten der Eismeerfront bestattet wurden.

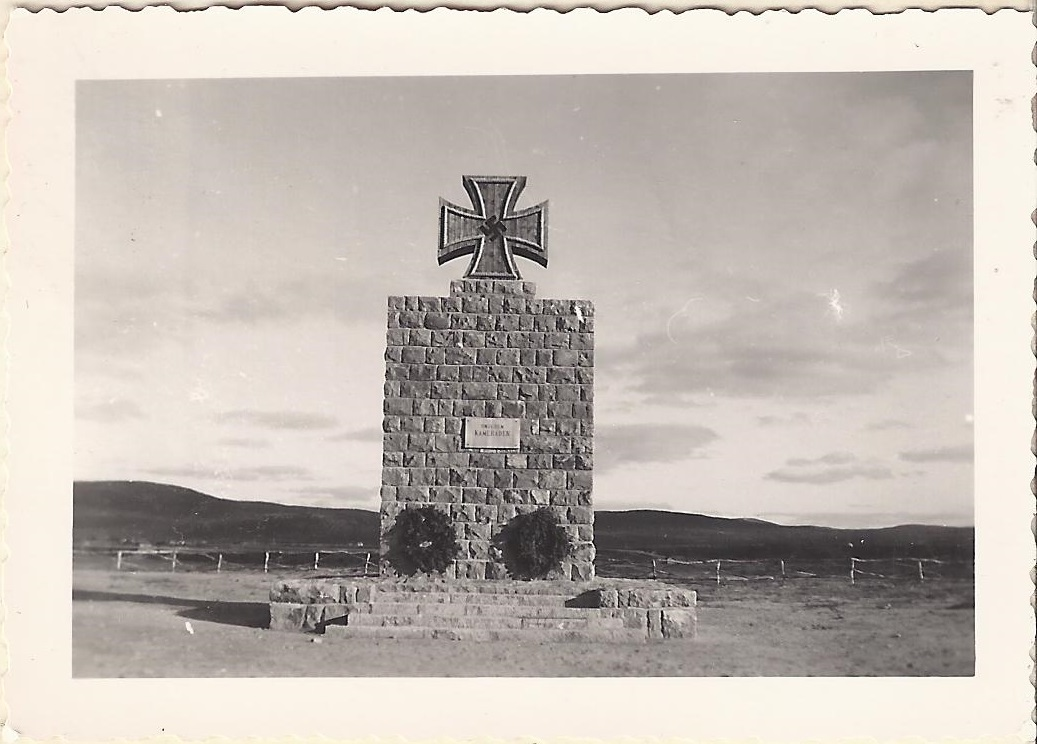
Das Denkmal auf dem Friedhof, um 1943

## Lage
Der Rajon Petschenga, nun in der Oblast Murmansk, im äußersten Nordwesten Russlands, liegt im Grenzgebiet zu Norwegen und Finnland. Die dortige Kriegsgräberstätte – 200 Kilometer nordwestlich von Murmansk und etwa 60 Kilometer südöstlich von Kirkenes. Der eigentliche Friedhof liegt auf einer Landzunge am westlichen Ufer den Fluss Petschenga.

## Die Kampfhandlungen
Ab dem 29. Juni 1941 kam es zu Kampfhandlungen an der Eismeerfront, zwischen der Wehrmacht des NS-Deutschlands, mit dem Finnland gemeinsam den Fortsetzungskrieg führte, und der Roten Armee der Sowjetunion. Nach anfänglichen Geländegewinnen und dem deutschen Vorstoß über den Fluss Titowka bis über den Fluss Sapadnaja Liza, entwickelte sich ab September 1941 die Eismeerfront zum Stellungskrieg. Ende April und Anfang Mai 1942 versuchte die Rote Armee durch ein Umfassungsunternehmen die deutschen Stellungen zu durchbrechen, unter großen Verlusten auf beiden Seiten gelang es der Wehrmacht die Ausgangsstellungen zu verteidigen, bzw. wieder zurückzuerobern. Nach dem Ende des Fortsetzungskrieges im September 1944 musste Finnland das Petsamo-Gebiet an die Sowjetunion übergeben. Bis zur sowjetischen Großoffensive am 7. Oktober 1944 beschränkten sich die Kampfhandlungen größtenteils auf Spähtruppunternehmen, und kleiner Gefechte. Am 15. Oktober 1944 wurde Parkkina-Petschenga von der Roten Armee erobert.

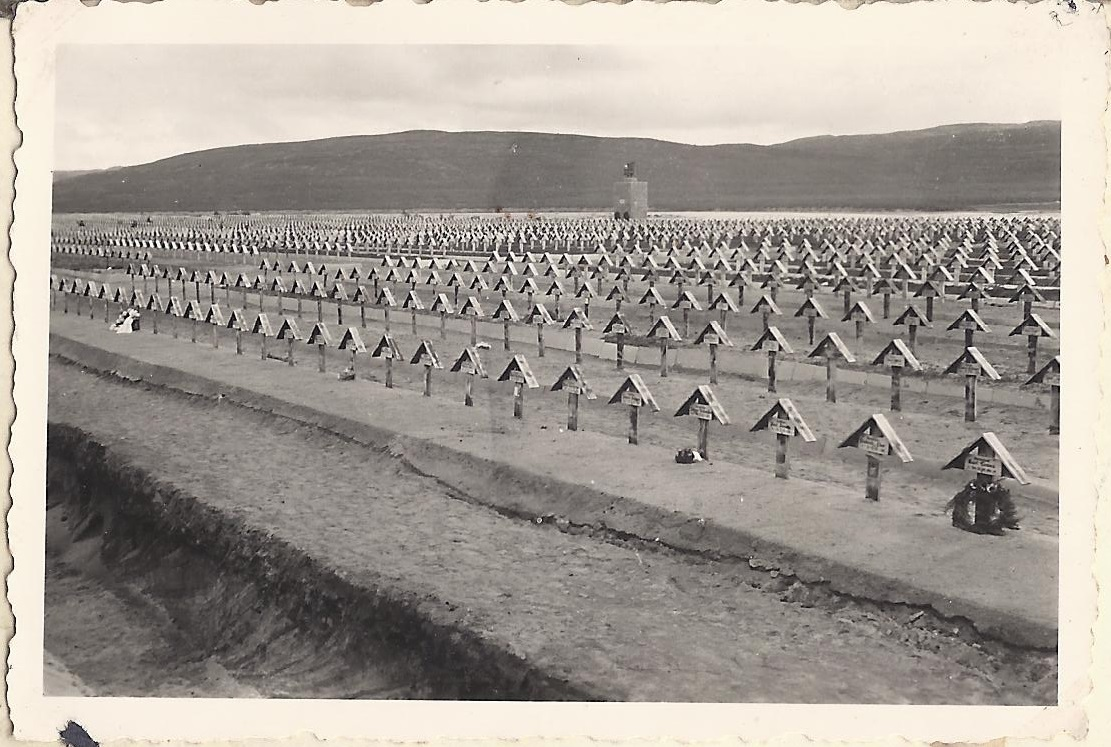
Soldatenfriedhof Parkkina-Petschenga

## Die Toten
Auf dem Kriegerfriedhof Parkkina wurden während des Krieges 5.997 gefallene deutsche Soldaten bestattet. Durch den Volksbund deutsche Kriegsgräberfürsorge konnten zusätzlich 126 Kriegstote, die im Gebiet der ehemaligen Eismeerfront geborgen wurden, auf die Kriegsgräberstätte Petschenga umgebettet werden.
Generalmajor Friedrich Kammel, Artillerie-Kommandeur 127, ist der ranghöchste Soldat, der auf dem Friedhof bestattet ist. Kammel beging am 28. April 1942 Suizid.

## Nach Kriegsende
Nachdem die sowjetischen Truppen im Oktober 1944 die deutschen Truppen aus dem Gebiet vertrieben hatten, wurde der deutsche Soldatenfriedhof bei Petschenga eingeebnet und später als Lagerplatz der sowjetischen Marine genutzt. Im Jahr 1993 konnte der Volksbund das nicht mehr an einen Friedhof erinnernde Gelände erstmals besichtigen. Sondierungen ermöglichten 1998, die Ausmaße des ehemaligen Friedhofes zu rekonstruieren. Im Jahr 1999 gelang es, das etwa fünf Hektar große Areal der heutigen Kriegsgräberstätte aus der Hand des russischen Militärs zu übernehmen. Im selben Jahr begannen die Planungen zur Wiederherrichtung des Friedhofes und für umfassende Instandsetzungsarbeiten. Der Ausbau wurde im Frühjahr 2000 mit Hochdruck fortgesetzt, sodass die Einweihung der Kriegsgräberstätte am 25. August des betreffenden Jahres erfolgen konnte. Die namentliche Kennzeichnung der Grablagen fand im Folgejahr statt. Beiderseits des zentralen Friedhofsweges verewigen 23 Granitstelen 5.975 Namen der hier Bestatteten.

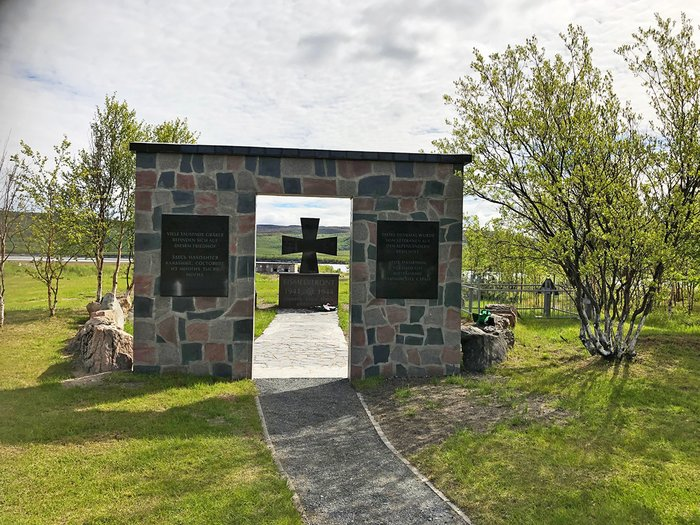
Das Gebirgsjägerehrenmal, welches in den 1990er Jahren vom Kuratorium Gefallenengedenkstätte Petschenga errichtet wurde

## Belege
1. 1 2  Kriegsgräberstätte Petschenga. In: Volksbund. Abgerufen am 17. Februar 2024.
2. ↑  Aus den "Daten Grablage Parkkina-Petschenga" und Verlustlisten.